# Calliactis sinensis
Calliactis sinensis is een zeeanemonensoort uit de familie Hormathiidae.
Calliactis sinensis is voor het eerst wetenschappelijk beschreven door Verrill in 1870.